# Hřib kavkazský
Hřib kavkazský (Boletus caucasicus Singer ex Alessio 1985) je méně běžná jedlá houba z čeledi hřibovitých. Patří mezi barevné a modrající hřiby sekce Luridi.

## Synonyma
- Boletus caucasicus Singer 1966 - nom. inval.
- Boletus caucasicus Singer ex Alessio 1985
- Boletus luridus subsp. caucasicus (Singer ex Alessio) Hlaváček 1995
- Boletus luridus var. caucasicus Singer 1947 - nom. inval.

## Taxonomie
Mykologické zařazení hřibu kavkazského není zcela jednotné. Popsal jej německý mykolog Rolf Singer v roce 1947 na základě nálezů z Kavkazu jako varietu hřibu koloděje. Následně s tímto taxonem sjednotil Imlerův materiál z let 1934 a 1950 popsaný jako „hřib Quéletův se síťkovaným třeněm“ a na základě negativní amyloidní reakce Imlerova materiálu přeřadil hřib kavkazský na samostatný druh (1966). Ani k jednomu z popisů (1947, 1967) nepřipojil latinskou diagnózu a udání typu, takže jsou tyto názvy s ohledem na aktuální nomenklaturní pravidla považovány za neplatné. Singerův popis později (1985) validizoval Carlo Luciano Alessio. Českoslovenští mykologové Albert Pilát a Aurel Dermek v roce 1974 upozornili, že exempláře z Kavkazu a Imlerův materiál, které Singer ztotožňoval, jsou s největší pravděpodobností odlišné houby. Mykolog Jiří Hlaváček se k tomuto názoru připojil (1995) a upozornil, že hřib kavkazský ve skutečnosti vykazuje pozitivní amyloidní reakci (Singera u svého nálezu reakci nevyzkoušel, do popisu se dostala ztotožněním s Imlerovou houbou vykazující negativní reakci). Na základě toho Hlaváček tento taxon v roce 1995 přeřadil na poddruh hřibu koloděje. Někteří mykologové předpokládají, že hřib kavkazský může být formou hřibu koloděje, který je relativně variabilní.

## Popis
Znaky jsou totožné s hřibem kolodějem; liší se však povrch třeně. Zatímco třeň koloděje kryje prakticky po celé délce síťka (kterou hřib kovář postrádá – namísto ní je kryt červenými plstnatými zrníčky), hřib kavkazský kombinuje oba prvky. Různé publikace však nabízejí mírně odlišné definice:
- síťka je vyvinuta jen v horní části třeně, směrem dolů přechází v červená plstnatá zrníčka[3]
- mezi liniemi síťky jsou vyvinuta červená plstnatá zrníčka[2]

Jiří Hlaváček uváděl obě možnosti a navíc za druhý rozlišovací znak považoval absenci Bataillovy linie.

## Výskyt
Vyžaduje obdobné podmínky, jako hřib koloděj, se kterým se objevuje na totožných lokalitách. To jsou obvykle nížiny až pahorkatiny, kde roste v listnatých lesích (případně na hrázích či v parcích) především pod duby, případně buky a lipami. Preferuje vápenité podloží, fruktifikuje od konce května do října.
V Chorvatsku byly zaznamenány výskyty pod dubem cesmínovitým (Quercus ilex), dubem pýřitým (Quercus pubescens), dubem slovenským (Quercus cerris), dubem kermesovým (Quercus coccifera) a dubem trojským (Quercus troiana).

## Rozšíření
Roste v Evropě a Asii (Kavkaz). V rámci Evropy byl zjištěn v následujících zemích: Česká republika, Chorvatsko, Itálie, Německo, Rakousko, Slovensko.
V České republice je známý například z Liběchova, okolí Haloun a Podbrdí. V rámci chráněných území byl jeho výskyt zaznamenán na následujících lokalitách:
- Český kras[1] (Středočeský kraj)
- Kněževes (okres Rakovník)

## Záměna
- hřib koloděj (Suillellus luridus var. luridus) - síťka kryje celý třeň[2]
- hřib kovář (Neoboletus luridiformis) - chybí síťka[2]
- hřib Quéletův (Suillellus queletii) - chybí síťka, horní polovina třeně je světlá[2]